# 蕨生村
蕨生村（わらびむら）はかつて岐阜県武儀郡に存在した村である。
現在の美濃市蕨生に該当する。

## 歴史
- 1889年（明治22年）7月1日 - 町村制により、蕨生村が発足。
- 1897年（明治30年）4月1日 - 片知村、長瀬村、神洞村と合併し、下牧村が発足。同日蕨生村は廃止。